# جو مارتینلی
جو مارتینلی (انگلیسی: Joe Martinelli؛ ۲۲ اوت ۱۹۱۶ – ۲۰ ژوئیه ۱۹۹۱) یک بازیکن فوتبال اهل ایالات متحده آمریکا بود.